# Hylaeus gaigei
Hylaeus gaigei är en biart som först beskrevs av Cockerell 1916.  Hylaeus gaigei ingår i släktet citronbin, och familjen korttungebin. Inga underarter finns listade i Catalogue of Life.